# Hugo de Sully
Hugo de Sully, llamado «el Rojo» (en francés: Hugues le Rousseau) fue un general del rey de Sicilia Carlos de Anjou. Se le apodo el Rojo debido su cabello. Hugo, un caballero borgoñón de temperamento ardiente y altivo, según los cronistas, fue nombrado vicario general del Reino de Albania de Carlos en agosto de 1279 y dirigió las fuerzas sicilianas en su fallido intento de tomar Berat del Imperio bizantino entre 1280 y 1281. Hugo quedó atrapado en una emboscada, cuando su ejército se dispersó y sufrió muchas pérdidas ante los bizantinos que los perseguían. Lo llevaron a Constantinopla, donde lo hicieron desfilar por las calles junto con los otros cautivos. Hugo finalmente fue liberado de años de cautiverio bizantino y regresó a Italia.